# Jacques-Henri Bernardin de Saint-Pierre
Jacques-Henri Bernardin de Saint-Pierre (Le Havre, 19 gennaio 1737 – Éragny, 21 gennaio 1814) è stato uno scrittore e botanico francese.

## Biografia
Ispirato a Robinson Crusoe, di Daniel Defoe, nel 1787 scrisse il romanzo Paul et Virginie, ambientato all'Île de France, l'odierna Mauritius. La storia narra di due bambini cresciuti sull'isola dalle loro due madri, abbandonate dai rispettivi mariti. Le due famiglie vivono unite come in una sola, in mezzo alla natura e nella devozione cristiana. Divenuti adolescenti, i due ragazzi si innamorano, ma la madre di Virginie decide di mandarla a studiare in Francia presso una ricca e antipatica zia zitella.
Durante il viaggio di ritorno dopo alcuni anni di dolorosa lontananza, la nave su cui Virginie si trova, fa naufragio a pochi metri dalla riva d'approdo. Lei muore sotto gli occhi del suo amato, pur di non disonorarsi togliendosi i vestiti per nuotare. Paul si dispera e muore di dolore pochi mesi dopo di lei. Li seguono a breve distanza le rispettive madri, i due vecchi servi africani e il loro cane.
La storia è narrata all'autore da un vecchio solitario che dice di aver conosciuto di persona i due fanciulli e si offre di raccontarne le tristi vicende.

## Opere
- Voyage à l'Île de France, à l'île Bourbon et au cap de Bonne-Espérance, par un officier du roi, (Merlin, Amsterdam et Paris, 1773, 2 vol. in-8°)
- Paul et Virginie, romanzo, 1788
  - Paolo e Virginia, versione italiana di J.F.C. Blanvillain, Venezia, Baglioni, 1791